# 오티스 클레이
오티스 클레이(영어: Otis Clay, 1942년 2월 11일 ~ 2016년 1월 8일)는 미국의 R&B, 솔 가수로 가스펠 음악에서 시작했다. 2013년 클레이는 블루스 명예의 전당에 헌액되었다.

## 어린 시절
클레이는 미시시피주 왁스호에서 1953년 인디애나주 먼시로 이주한 음악가의 아들로 태어났다. 지역 가스펠 그룹인 보이시스 오브 호프와 함께 노래한 후, 1957년 시카고에 정착하기 전에 크리스천 트래블러스와 함께 노래하기 위해 미시시피로 돌아왔다. 그곳에서, 그는 1962년 첫 단독 세속 음반을 만들기 전에 골든 주빌레어즈, 유명한 블루 제이 싱어즈, 홀리 원더스, 그리고 필그림 하모니자스를 포함한 일련의 가스펠 보컬 그룹에 합류했다. 그들은 발표되지 않았고 클레이는 1964년 내슈빌에서 녹음했으며 캐시 맥콜이라는 이름으로 R&B를 부른 모리스 돌리슨과 센세이셔널 나이팅게일즈도 참여하였다.

## 사망 및 장례식
2016년 1월 8일 클레이는 일리노이주 시카고에서 심장마비로 73세의 나이로 사망하였다. 클레이의 장례식은 2016년 1월 16일 시카고 리버티 침례교회에서 거행되었다. 장례식이 끝난 후, 그는 시카고에 있는 오크 우즈 묘지에 묻혔다.

## 음반 목록
- Trying to Live My Life Without You (1972년)
- I Can't Take It (1977년)
- Live! (1978년)
- The Only Way Is Up (1982년)
- Live Again! (1984년)
- Soul Man - Live in Japan (1985년)
- Watch Me Now (1989년)
- I'll Treat You Right (1992년)
- On My Way Home (1993년)
- The Gospel Truth (1993년)
- You Are My Life (1995년)
- This Time Around (1998년)
- Testify! (2003년)
- In The House (2005년)
- Walk a Mile in My Shoes (2007년)
- Truth Is (2013년)
- Soul Brothers (2014년) 오티스 클레이 & 조니 라울스
- This Time for Real (2015년) 빌리 프라이스 & 오티스 클레이